# Friedrich Pfaffenbach
Friedrich Pfaffenbach (* 31. Juli 1921 in Hofgeismar; † 13. März 2008 in Berlin) war ein deutscher Politiker und Funktionär der DDR-Blockpartei NDPD. Er war langjähriger Abgeordneter der Volkskammer sowie mehr als 30 Jahre Vorsitzender des NDPD-Bezirksvorstandes Berlin.

## Leben
Pfaffenbach, Sohn eines Beamten, besuchte die die Oberrealschule und legte das Abitur ab. Am 1. Mai 1939 beantragte er die Aufnahme in die NSDAP und wurde zum 1. September desselben Jahres aufgenommen (Mitgliedsnummer 7.132.615). Er wurde zur Wehrmacht eingezogen und leistete Kriegsdienst. 1944 geriet er im Range eines Hauptmanns in sowjetische Kriegsgefangenschaft. Er besuchte dort eine Antifa-Schule, arbeitete in Antifa-Komitees mit und war später selbst Lehrer an Antifa-Schulen.
1949 kehrte er nach Deutschland zurück und trat der NDPD bei. Von 1949 bis 1967 war er Abgeordneter der Provisorischen Volkskammer bzw. der Volkskammer der DDR. Von 1950 bis 1951 war er Hauptabteilungsleiter im NDPD-Parteivorstand sowie 1951/1952 politischer Geschäftsführer des NDPD-Landesverbandes Berlin. Von 1952 bis 1953 war er Vorsitzender des NDPD-Bezirksvorstandes Halle und Abgeordneter des Bezirkstages. Sein Fernstudium an der Deutschen Akademie für Staats- und Rechtswissenschaft schloss er 1954 als Diplom-Staatswissenschaftler ab.
Von 1953 bis 7. Juni 1984 fungierte er als Vorsitzender des NDPD-Bezirksvorstandes Berlin. Von 1955 bis April 1977 war er Mitglied des Parteivorstandes des Hauptausschusses der NDPD und nach der Umbenennung des Parteivorstandes auf dem XI. Parteitag im April 1977 war er bis 5. Dezember 1985 Mitglied des Präsidiums des Hauptausschusses der NDPD. Auf der 10. Tagung des Hauptausschusses wurde er durch seinen Nachfolger als Berliner NDPD-Bezirksvorsitzender, Gustav-Adolf Schlomann, auch in diesem Amt abgelöst. Von 1958 bis 1968 war Pfaffenbach Stadtverordneter in Berlin. Von 1971 bis 1986 war er erneut Abgeordneter der Volkskammer und von 1973 bis 1986 dort Vorsitzender des Mandatsprüfungsausschusses. Ab 1966 war er Vizepräsident des Freundschaftskomitees DDR-Japan. 1984 trat er in den Ruhestand.
Nach dem Beitritt der NDPD zum Bund Freier Demokraten im März 1990 wurde er dessen Mitglied, später dann auch kurzzeitig der FDP. Ab der Bundestagswahl 1994 war Pfaffenbach Wahlhelfer der PDS. Er beteiligte sich mit anderen ehemaligen NDPD-Mitgliedern am Wahlaufruf zugunsten der PDS in der Zeitung Neues Deutschland vom 28. September 1994. Auch 2002 rief er – zusammen mit 181 früheren Mitgliedern und Funktionären der NDPD – auf, als „einzige Antikriegspartei“ die PDS zu wählen.
Pfaffenbach wurde auf dem Karlshorster und Neuen Friedrichsfelder Friedhof in Berlin-Karlshorst beigesetzt.

## Auszeichnungen
- Verdienter Aktivist
- Verdienstmedaille der DDR
- Ernst-Moritz-Arndt-Medaille (1957)
- Vaterländischer Verdienstorden in Bronze (1956), in Silber (1964) und in Gold (1984)
- Orden „Banner der Arbeit“ Stufe I (1976)
- Orden „Stern der Völkerfreundschaft“ in Silber (1981)